# Tokyo Game Show
Tokyo Game Show (яп. 東京ゲームショウ Tōkyō Gēmu Shō), TGS — одна из крупнейших в мире ежегодных выставок игровой индустрии. Проводится ежегодно в сентябре в Makuhari Messe, в городе Тиба в Японии. Организаторами выставки являются Ассоциация поставщиков компьютерных развлечений (CESA) и Nikkei Business Publications, Inc. Основное внимание уделяется японским играм, но так же широко представлены международные разработчики видеоигр, использующие выставку для демонстрации выходящих игр или оборудования. Продолжительность мероприятия — четыре дня. Первые два дня Tokyo Game Show открыты только для представителей деловых кругов игровой индустрии, последующие два дня — для широкой публики. В 2020 году, из-за пандемии COVID-19, выставка впервые прошла в онлайн формате. 

## История
Первая выставка Tokyo Game Show состоялось в 1996 году. С 1996 по 2002 год она проводилась два раза в год: весной и осенью (в Токио Big Sight). С 2002 года выставка проводится один раз в год. В 2011 году было более 200 000 посетителей, а в 2012 году уже 223 753. Самой посещаемой стала 20-летняя TGS 2016 года,  в ней приняли участие 271 224 человека, а 614 компаний демонстрировали свою продукцию на выставочных стендах. В 2024 году выставка прошла в обычном оффлайн режиме, на третий день ее посетил Хидэо Кодзима с презентацией Death Stranding 2: On the Beach. Кроме того, на выставкe был открытый стенд c демо-версией S.T.A.L.K.E.R. 2: Heart of Chornobyl.

## Формат
Формат TGS меняется год от года. Так, например, в 2015 году на Tokyo Game Show было представлено 11 выставочных секторов, состоящих из бизнес-сектора, B2C-сектора, образования и других секторов, где можно купить товары. 

### Генеральная выставка

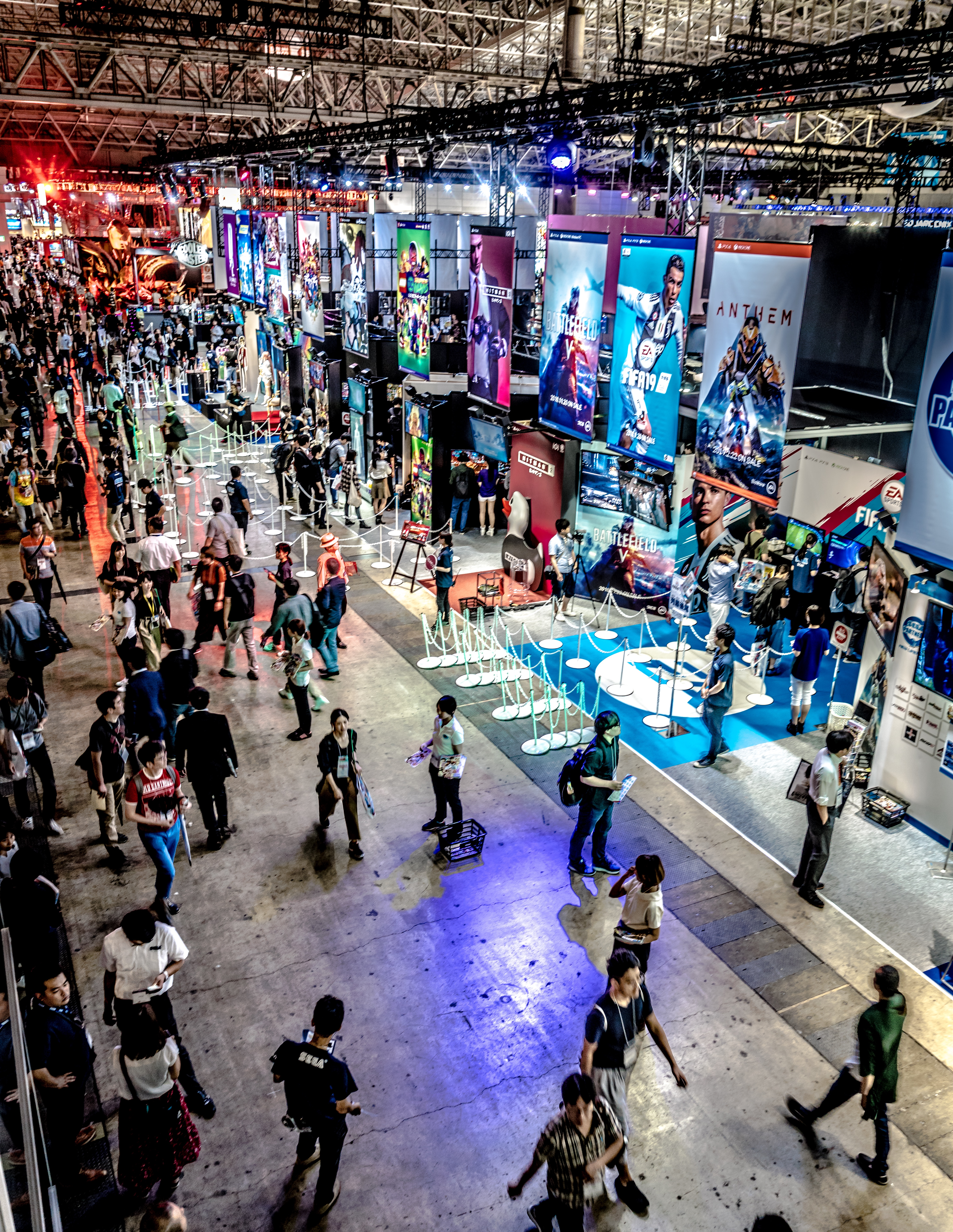
Часть общей выставочной площади на TGS 2018

Генеральная выставочная площадь — это сердце выставки, занимающая большую часть пространства комплекса. Многие известные компании, такие как Namco Bandai, Capcom, Sony Computer Entertainment и Square Enix, имеют здесь демонстрационные зоны.

### Игровые устройства
Этот сектор охватывает игровые устройства и оборудование, такие как наушники, контроллеры, мебель и другие устройства, связанные с игровыми консолями и портативными игровыми устройствами.

### Азия — новые звезды
Выставка, представленная на Tokyo Game Show 2012, ориентирована на представление начинающих разработчиков игр из Азии.

### Продажа товаров
Этот сектор представлен для мерчендайзинга товаров, связанных с играми. Продавцы включают Konami и Square-Enix.

### Смартфоны и социальные игры
Этот сектор посвящен играм для мобильных устройств ( смартфонов и планшетов ) и социальным играм. Несмотря на рекордные показатели в 2012 году, у многих крупных компаний не было выставочных стендов. Например, Microsoft, у которой ранее был один из крупнейших стендов, отсутствовал в 2012 году. Социальные и мобильные игры выросли, заполнив пробел. Microsoft вернулась на шоу в 2013 году с выпуском Xbox One .

### Персональные компьютеры
В секторе Персональных компьютеров располагаются крупные японские и международные производители, демонстрирующие такие продукты, как настольные компьютеры, так и ноутбуки.

### Дети
В этом секторе представлены новые игры, предназначенные для детей и подростков. В числе участников такие компании, как Taito и Sega.

### Образование (Game school)
В секторе «Школа игр» представлена информация о японских университетах и колледжах, предлагающих обучение в области компьютерных игр: digital art , анимации, компьютерному программированию и других программах обучения, связанных с индустрией видеоигр. На стендах также показывают студенческие работы. Здесь находятся колледжи, такие как Профессиональный колледж информационных технологий Numazu и Tokyo Designer Gakuin College.

### Продажи
Это основной сектор, где осуществляется большая часть коммерческих сделок между компаниями и потребителями. Компании, размещенные там, включают Nikkei Business Publications .

### Косплей

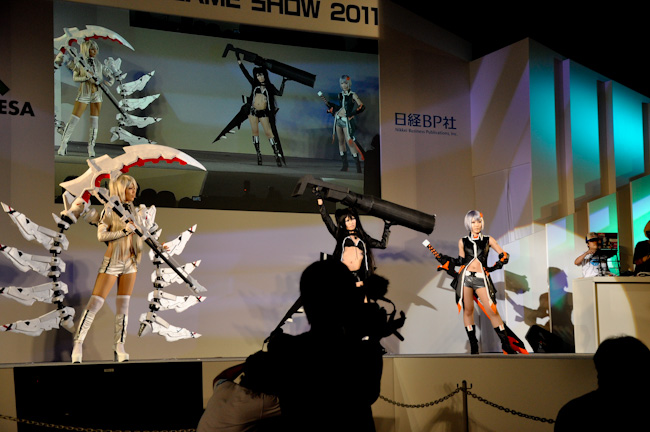
Конкурс косплея на TGS 2011

Токийское геймвыставка привлекает множество косплееров. Cure, крупнейший в Японии веб-сайт сообщества косплеев, провел в 2012 году сценическое шоу «Moving Cosplay». Показ длился 90 минут и включал в себя показ мод для косплея, танцевальные номера и грандиозный марш косплееров-роботов. В мероприятии приняли участие ведущие косплееры из Японии и других стран.

### Бизнес решения
Это основной сектор для представителей бизнеса, закрытый для общественности.

### Облачный дата-центр
Облачный дата-центр предназначен для улучшения инфраструктуры и среды социальных и сетевых игр.

### ТурнирыStreet Fighter
На Tokyo Game Show с 2014 года проводится турнир Street Fighter, спонсируемый Mad Catz . Соревнование является частью официального Pro Tour Capcom, что делает его отборочным турниром на Кубок Capcom . Событие 2016 года было первым, которое не было спонсировано Mad Catz, поскольку компания столкнулась с серьезными финансовыми проблемами в 2016 финансовом году.